# Aclerda balachowskyi
Aclerda balachowskyi är en insektsart som beskrevs av Mcconnell 1955. Aclerda balachowskyi ingår i släktet Aclerda och familjen Aclerdidae.
Artens utbredningsområde är Guinea. Inga underarter finns listade i Catalogue of Life.